# میدان برداری

نمودار میدان برداری

میدان برداری، در حساب برداری و فیزیک، تابعی است که به هر نقطه از فضای اقلیدسی، برداری را نسبت می‌دهد.
نمونه‌ای از آن در طبیعت، میدان گرانشی و مغناطیسی است. در فیزیک، میدان برداری برای مدل‌سازی راستای حرکت و سرعت ذرات شاره‌ها، بکار می‌رود.
اگر میدان برداری نشان‌دهندۀ نیرو در فضا باشد، با انتگرال‌گیری خطی، مقدار کار به‌دست می آید.
یکی از مهم‌ترین کاربردهای میدان برداری نشان‌دادن سرعت سیالات در فضا است.
یک میدان برداری در {\displaystyle \mathbb {R} ^{n}}، نگاشتی چون {\displaystyle f:\mathbb {R} ^{n}\rightarrow \mathbb {R} ^{n}} است که به هر نقطهٔ {\displaystyle \mathbf {x} }، برداری را نسبت می‌دهد.

## کِرلمیدان برداری
تاو یا کرلِ یک میدان برداری، برداری‌ست که اندازه‌اش نشان‌دهندۀ حداکثر گردش آن بردار در واحد سطح است. یک میدان برداری که کرل آن صفر باشد، میدان برداری غیرگردشی یا ذخیره‌شونده نامیده می‌شود.
کرل میدان برداری F، به‌صورت زیر است:
{\displaystyle \mathrm {curl} (\mathbf {F} )=\left({\partial F_{z} \over \partial y}-{\partial F_{y} \over \partial z}\right)\mathbf {i} +\left({\partial F_{x} \over \partial z}-{\partial F_{z} \over \partial x}\right)\mathbf {j} +\left({\partial F_{y} \over \partial x}-{\partial F_{x} \over \partial y}\right)\mathbf {k} =\nabla \times \mathbf {F} }
که معادل است با دترمینان ماتریسی که
{\displaystyle \nabla \times \mathbf {F} =\left|{\begin{matrix}\mathbf {i} &\mathbf {j} &\mathbf {k} \\\\{\frac {\partial }{\partial x}}&{\frac {\partial }{\partial y}}&{\frac {\partial }{\partial z}}\\\\F_{x}&F_{y}&F_{z}\end{matrix}}\right|.}

اگر میدان برداری F، شارش یک سیال را نشان دهد، هنگام شارش، گردشی در کار نیست اگر و فقط اگر {\displaystyle \mathrm {curl} (\mathbf {F} )=0}.      

## دیورژانسیک میدان برداری
دیورژانس یک میدان برداری به صورت ضرب داخلی عملگر دل در میدان برداری به‌دست می‌آید.

{\displaystyle \operatorname {div} \,\mathbf {F} =\nabla \cdot \mathbf {F} ={\frac {\partial F_{x}}{\partial x}}+{\frac {\partial F_{y}}{\partial y}}+{\frac {\partial F_{z}}{\partial z}}.}
دیورژانس یک عملگر برداری است که میزان «شار خروجی» یا «جذب از محیط» یک میدان برداری را در یک نقطه به‌وسیله یک اسکالر علامت‌دار تعیین می‌کند. به عبارت دیگر، دیورژانس نشان‌دهنده چگالی حجمی شار خروجی از (یا ورودی به) یک حجم بسیار کوچک است.
مثلاً مقدار دیورژانس، میزان انبساط در واحد حجم مایع یا گاز را نشان می‌دهد.